# 有田早紀
有田 早紀（ありた さき、1986年5月19日 - ）は、元NHK岐阜・NHK仙台・NHK大阪・NHK名古屋放送局の契約キャスター。

## 略歴
- 岐阜県可児市出身。東京学芸大学教育学部卒業。アナウンススクール山本勉強会出身。趣味：リアル脱出ゲーム。特技：前を向いたまま目薬をさすこと。
- 2010年4月、NHK岐阜放送局に契約キャスターとして入局。同局の地上デジタル推進大使に就任し、同年7月24日に行われた「日本全国地デジカ大作戦 地デジパレード IN 柳ケ瀬」では 岐阜放送の渡邉晴子アナウンサーと共にキャンペーンガールを務めた。
- 2012年9月8日 NHK岐阜放送局・高山市共催「NHK高山70周年記念　北アルプス朗読紀行」にて、吉田真人アナウンサー（NHK岐阜）と共に新田次郎作「槍ヶ岳 開山」を朗読。（於：奥飛騨総合文化センター）
- 2013年4月から1年間 金曜キャスターを務めた『ほっとイブニングぎふ』では、自身のファースト・ネームを冠した『サキの週末サキドリ』コーナーのリポーターを兼務。
- 2014年3月28日放送の『ほっとイブニングぎふ』への出演を最後に4年間在籍したNHK岐阜放送局を離れ、同年4月よりNHK仙台放送局勤務。
- 2014年3月29日に『てれまさむね』新規加入メンバーによる告知スポット（収録映像）が放映された後、4月1日放送の同番組「まる得情報」コーナーのリポーターとして仙台局デビュー。2014年～2016年、舟倉薫キャスターの夏季休暇期間中に同番組のキャスター代行を務めた。
- 2017年3月31日をもって3年間在籍したNHK仙台放送局を離れ、同年4月よりNHK大阪放送局勤務。同年4月7日より、『ニュースほっと関西』のリポーターを担当。
- 2018年3月16日、同年4月からスタートするNHK名古屋放送局制作のニュース情報番組『まるっと!』（月～金曜午後6時10分・東海3県・一部各県別）のキャスターを小山径アナウンサー（NHK名古屋）と共に担当することが発表された。[2]
- 2018年4月よりNHK名古屋放送局勤務。同年4月2日『まるっと!』放送開始。
- 既婚者[3]である。
- 2022年3月21日4月1日をもってNHKキャスターを卒業する事をインスタグラムで表明した。[4]。

## 個人活動歴

### ご当地キャラ“やなな”のサポーターとして
NHK岐阜放送局在時にリポーターを担当した『NHK ぎふスペシャル やななと行こう！ぎふの工場見学』（2011年7月15日岐阜県域放送、同年8月17日全国放送）での共演をきっかけに、岐阜市柳ケ瀬商店街の“非”公式キャラクター・やななとその運営団体ひとひとの会が展開していた当時の地元まちづくり活動に携わる。ボランティアスタッフとして 数多くのご当地キャラクターイベントに参加。ステージイベントの司会進行の他、前説、場内アナウンス、警備、キャラクターのアテンド、会場設営作業等の裏方仕事全般をマルチに担当した。「リタさん」の愛称でファンから親しまれ、2013年3月31日のやなな引退、さらにやなな引退後のひとひとの会にも参画する。参加した主なイベントは下記の通り。
- 2011年12月17日「ゆるクリ2011@yanagase」柳ケ瀬本通Bステージの司会を担当。トナカイのコスチュームで登場。（於：岐阜柳ケ瀬商店街）
- 2012年6月30日、7月1日「柳ケ瀬123周年記念 全国ゆるキャラ大集合 〜やななと愉快な仲間たち〜」柳ケ瀬本通Bステージの司会＋ゆるキャラ東西合戦 綱引き大会の進行を担当。（於：岐阜柳ケ瀬商店街）
- 2012年12月15日「ゆるクリ2012@yanagase」柳ケ瀬本通Bステージの司会＋ゆるキャラ尻相撲の行司を担当。やななと同じ髪型(マッシュルームボブ)で登場。（於：岐阜柳ケ瀬商店街）
- 2013年3月30日、31日「やなな引退イベント ありがとう、やなな」柳ケ瀬本通Bステージの司会を担当。（於：岐阜柳ケ瀬商店街）
- 2015年8月22日 舞台「やななと不思議な仲間たち」にて獣兵衛(千葉県のご当地キャラクター)、ミオナ(元やななマネージャー/現：立川楓)と共に前説を務める。（於：岐阜市民センター催し広場特設ステージ）

### その他
各NHK放送局在籍時の勤務地での個人活動
- 2011年8月28日「公益社団法人岐阜青年会議所60周年記念事業　ぎふの絆をつくる合唱演奏会」に “3000人の第九”合唱団の一員として参加。「ベートーヴェン交響曲第9番 ニ短調 作品125（合唱付）」、童謡「ふるさと」を合唱した。（於：岐阜メモリアルセンター で愛ドーム）
- 2012年5月6日「可児市制施行30周年記念式典」の司会を担当。（於：可児市文化創造センター アーラ）
- 2013年11月30日「可児商工会議所青年部創立20周年式典」の司会を担当。（於：小萱OMGチェリークリークカントリークラブ）
- 2014年11月9日「第4回仙台リレーマラソン」42.195km男女混合の部に、NHK仙台局職員チーム「HK走らん会C」の一員として出走。記録＝3時間49分55秒、総合順位＝377位／388チーム。（於：宮城野原公園総合運動場）
- 2015年6月27日「第1回いしのまき復興マラソン」5km高校・一般女子49歳以下の部にエントリー。記録＝42分48秒、順位＝65位／67人。（於：石巻市総合運動公園）
- 2015年11月8日「第5回仙台リレーマラソン」42.195km男女混合の部に、NHK仙台局職員チーム「HK走らん会・チームK」の一員として出走。記録＝3時間02分40秒、総合順位＝67位、クラス順位＝男女混合29位。（於：宮城野原公園総合運動場）
- 2015年12月12日 荒井東復興街びらきイベント「あらフェス2105」にて、やっぺえ体操コーナーのステージ進行を担当。（於：仙台市 荒井東1号公園）
- 2016年11月12日「第6回仙台リレーマラソン」42.195km職場対抗の部に、NHK仙台局職員チーム「HK走らん会・テケテケ」の一員として出走。記録＝3時間51分59秒、総合順位＝222位／224チーム。ベストパフォーマンス賞受賞。（於：宮城野原公園総合運動場）
- 2018年5月12日「筋痛性脳脊髄炎／慢性疲労症候群 世界啓発デー in 岐阜」ステージ前半の司会を担当。（於：シネックスホール　岐阜柳ヶ瀬CINEX地下1階）※同イベントの主催団体＝慢性疲労症候群/筋痛性脳脊髄炎患者会「笑顔の花びら集めたい」の代表塚本明里は同郷の知己であり、かつてのやななスタッフ同志である。

## 担当番組

### NHK名古屋放送局　2018年4月 - 2022年3月
- まるっと!　キャスター＋リポーター （NHK名古屋／2018年4月-2022年4月1日）[5] - 小山悠里（NHK名古屋）と週替わりでキャスターとリポーターを担当。

### NHK大阪放送局　2017年4月 - 2018年3月
- ニュースほっと関西　リポーター（NHK大阪／2017年4月 - 2018年3月)
- NHKニュースおはよう関西　リポーター（NHK大阪／2017年4月 - 2018年3月)

### NHK仙台放送局　2014年4月 -2017年3月
- てれまさむね「まるとく情報」「おいで、東北 宮城ぜんぶ行きます」「新鮮（なま）まさむね」「まちかどキャッチ！」「みやぎびと」リポーター（NHK仙台／2014年4月 - 2017年3月）
- 情報まるごと （NHK総合／2014年4月 - 2015年3月19日番組終了） - 不定期出演

### NHK岐阜放送局　2010年4月 - 2014年3月
- デジタルQ（NHK総合／2010年4月 - 2011年7月） - 不定期出演
- みのひだ情報局 キャスター（NHK岐阜／2010年4月 - 2014年3月）
- ほっとイブニングぎふ（NHK岐阜）
  - 「いいものみ〜っけ!!」リポーター（2010年4月 - 2013年3月）
  - 金曜キャスター＋「サキの週末サキドリ」リポーター（2013年4月 - 2014年3月）
- NHK ぎふスペシャル（NHK岐阜）
  - やななと行こう！ぎふの工場見学 リポーター（2011年7月15日）
  - あなたの知らない長良川 問題・回答VTR＋リポーター（2012年7月20日）
- ウイークエンド中部　「アジサイで結ぶ旅～岐阜 山県～」 リポーター （NHK名古屋／2012年6月16日）
- ゆうどき　行ってみたい！「梅雨を彩るアジサイの魅力を訪ねて」（岐阜県山県市） 旅人 （NHK総合／2012年6月26日）
- 第79回NHK全国学校音楽コンクール 岐阜県コンクール 司会＋ナレーター（Eテレ／2012年9月1日）
- 土曜シゲゴリのWktkラヂオ学園 サブMC（NHKラジオ第一／2013年8月3日）
- た〜んとみのひだ（NHK岐阜）
- NHKニュース（NHK-FM）